# Alexander Lüderitz
Alexander Lüderitz (Berlín (Alemania), 6 de agosto de 1973) es un nadador retirado de alemán especialista en estilo libre y pruebas de relevo. Fue olímpico en Atlanta 1996 donde consiguió la medalla de bronce en la prueba de 4x100 metros libres.
Ha conseguido medallas tanto en campeonatos del mundo de natación como en campeonatos europeos. Fue campeón del mundo de 4x100 metros libres en el año 1997.

## Palmarés internacional
| Campeonato Mundial de Natación en Piscina Corta | Campeonato Mundial de Natación en Piscina Corta | Campeonato Mundial de Natación en Piscina Corta | Campeonato Mundial de Natación en Piscina Corta |
| Año                                             | Lugar                                           | Medalla                                         | Prueba                                          |
| ----------------------------------------------- | ----------------------------------------------- | ----------------------------------------------- | ----------------------------------------------- |
| 1997                                            | Gotemburgo (Suecia)                             | Medalla de oro                                  | 4x100 m libre                                   |
| Campeonato Europeo de Natación en Piscina Corta |                                                 |                                                 |                                                 |
| 1997                                            | Sevilla (España)                                | Medalla de plata                                | 4x100 m libre                                   |
| 2000                                            | Helsinki (Finlandia)                            | Medalla de plata                                | 4x100 m libre                                   |
| Juegos Olímpicos                                |                                                 |                                                 |                                                 |
| 1996                                            | Atlanta (Estados Unidos)                        | Medalla de bronce                               | 4x100 m libre                                   |